# Kaveldunsbock
Kaveldunsbock (Donacia cinerea) är en skalbaggsart som beskrevs av Herbst 1784. Den ingår i släktet rörbockar och familjen bladbaggar.

## Beskrivning
En avlång, vanligen kopparglänsande skalbagge (i undantagsfall kan färgen vara ljusgrön) med delvis rödbruna antenner och ben samt med tät, silvrig behåring på mellankropp och täckvingar. Kroppslängden är 7,5 till 10,5 mm.

## Utbredning
Utbredningsområdet omfattar större delen av Europa från Brittiska öarna i väster över Norden och Baltikum till Iran, Kazakstan och västra Sibirien i öster, och till Italien och Bulgarien i söder.
I Sverige förekommer arten i Götaland och Svealand, medan den i Finland har observerats från de södra delarna av fastlandet upp till Österbotten och Norra Savolax. I både Sverige och Finland är den klassificerad som livskraftig ("LC").

## Ekologi
Arten lever vid stillastående, ofta näringsrika vattensamlingar, där larven lever på rötterna av kaveldun. De vuxna individerna lever ovan vattenytan, där man ofta kan se dem sittande på näringsväxterna under maj till juni, där de gnager på växternas blad.
Arten har en treårig livscykel: Första övervintringen som fullbildade skalbaggar sker under vatten i puppkokongen.